# Tank Troopers
『Tank Troopers』（タンクトゥルーパーズ）は、任天堂が2016年12月21日に発売したニンテンドー3DS用アクションゲーム。アメリカとヨーロッパでは2017年2月16日に発売。

## 概要
戦車を操作して様々なミッションや対戦を行うアクションゲーム。開発は、潜水艦を操作するアクションゲーム『スティールダイバー』などの開発会社・VITEIが手掛けている。
戦車の内部には「トゥルーパーズ」と呼ばれるキャラクターたちが搭乗する。トゥルーパーズはそれぞれ固有の特殊能力を備えており、それらを駆使して戦いを進める。

## システム

### 戦車とトゥルーパーズ
本作には、36種類の戦車と、戦車に乗り込む13人のトゥルーパーズが登場する。
各戦車には「こうげき」（攻撃力）、「ぼうぎょ」（防御力）、「リロード」（砲弾再装填までの時間）、「しゃてい」（砲弾の直進距離）、「スピード」（走行時の最高速度）、「せんかい」（車体を90度旋回する際の時間）の6個のステータスと、搭乗できるトゥルーパーズの人数が設定されている。
トゥルーパーズは、戦車内から上半身を乗り出した状態の時、個別のスタミナ値を消費しながら固有の能力を発動させることができる（能力の詳細は後述）。スタミナ値は戦車内での待機時に回復する。戦車に複数人が搭乗している場合でも表に出るトゥルーパーズは一人のみで、複数の能力が同時に発動することは無い。
戦車とトゥルーパーズは、ゲーム開始当初はそれぞれ1両、1人のみだが、ミッションや対戦の中で手に入るゴールド（お金）をメニュー画面の「ガレージ」で支払うことで新たに追加される。

### ひとりで
全30種類のミッションのクリアを目指す1人プレイ用のゲームモード。トゥルーパーズを指導する女性教官「コマンダー・ナオミ」の指令を受けながらミッションを進めていく。使用する戦車と搭乗トゥルーパーズをコマンダー・ナオミがあらかじめ選定する「おまかせ戦車モード」とプレイヤーが自由に選定できる「マイ戦車モード」がある。

### みんなで
ニンテンドー3DS本体を持ち寄り、通信機能を用いて最大6人で対戦できるゲームモード。本ソフトを持っているユーザー同士でプレイする「ローカルプレイ」と、本ソフトを持っていないユーザーともプレイできる「ダウンロードプレイ」に対応している。ダウンロードプレイ時は、全員が同じ戦車、同じトゥルーパーズで対戦することになる。
以下の3種類のモードが含まれている。
チームバトル
二つのチームに分かれて対戦するモード。人数の配分は自由に設定でき、人数が少ないチームの戦車は通常よりも体力が多くなる。
バトルロイヤル
個人戦のモード。制限時間内で相手戦車の撃破によるポイント数を競う。通常の相手の撃破時には1ポイントが、ポイント数1位の相手の撃破時には2ポイントが加算される。
バクダンバトル
巨大なバクダンを用いるチーム戦のモード。ステージの両端にそれぞれのチームの基地があり、ステージ内のバクダンをぶつけると基地の耐久力が減少する。バクダンは、戦車の車体で押すか砲弾を当てることで移動する。先に相手基地の耐久力を0にしたチームが勝利となる。

## トゥルーパーズ
各キャラクターの年齢・性別は公式サイト記載のものより引用。
タンクキッド
ゴーグルを着用したトゥルーパーズ。15歳・男。隠れた敵やアイテムの位置をレーダーに表示できるほか、ステージ内で得られるゴールドの数を2倍にすることもできる。
サンダース
金髪を逆立て左目に眼帯をつけたトゥルーパーズ。25歳・男。大砲から電撃を発射し敵を足止めできる。
スモースキー
口元を金属のマスクで覆った白髪のトゥルーパーズ。55歳・男。戦車の姿を消して敵から見えなくすることができる。
ラナ・ラン
獣の頭のような帽子を被ったトゥルーパーズ。18歳・女。戦車の走行速度を一時的に速くできる。
デス・トロイ
重機のような体を持つサイボーグのトゥルーパーズ。48歳・男。前方からの攻撃を一時的に無効化でき、この際、体当たりによる攻撃も可能となる。
マークペイン
顔にペイントを施した弁髪のトゥルーパーズ。27歳・男。ペイントボールを発射し、敵の視界を奪うことができる。
アロマ
ナース服のような衣装を身につけたトゥルーパーズ。14歳・女。自分と周囲の戦車の体力を回復できる。
パワー・ダン
頭髪が無く恰幅のよいトゥルーパーズ。38歳・男。攻撃力を一時的に上昇させることができる。
マグネッタ
全身が磁石でできているトゥルーパーズ。20歳・男。砲弾を当てることで敵の戦車を一時的に故障させ操作の自由を奪う能力を持つ。
スピナー
束ねた後ろ髪が風車のようになっているトゥルーパーズ。9歳・男。戦車の周囲に竜巻を発生させることで敵の攻撃を一時的に無効化し、砲塔の回転速度も上がる。
クイック
長髪に大量の砲弾をつけているトゥルーパーズ。17歳・男。砲弾のリロード速度を一時的に速めることができる。
ボムボム
爆弾型の帽子を被りドクロのような顔をしたトゥルーパーズ。年齢不詳・女。大きな爆弾を発射し、広範囲を一度に攻撃できる。
アイスマン
口元を黒いマスクで覆った水色髪のトゥルーパーズ。16歳・男。大砲から冷気を噴射し、近距離の敵に連続でダメージを与えることができる。

## 戦車
本作に登場する戦車の中には、実在の戦車をモチーフにしたものがある（一部名称は正式名と異なる）。以下の（ ）内は運用していた軍。
- クローラーII
- ライスボール
- ガーディアン
- ライトアングル
- シェルショック
- バトルフロッグ
- グランマスター
- ナイト9
- リトルベアー
- マークイレブン
- ビッグパピー
- デビルキャット
- L6/40（イタリア陸軍）
- BT-7（ソビエト連邦軍）
- 95式（日本陸軍）
- M3スチュアート（連合国軍（第二次世界大戦））
- ヘッツァー（ドイツ陸軍）
- 九七式中戦車チハ（日本陸軍）
- T34（ソビエト連邦軍など）
- III号戦車（ドイツ陸軍）
- III号突撃砲（ドイツ陸軍など）
- M4シャーマン（アメリカ陸軍など）
- V号パンター（ドイツ陸軍など）
- ヤークトパンター（ドイツ陸軍）
- M26パーシング（アメリカ陸軍など）
- ティーガーI（ドイツ陸軍）
- KV-1（ソビエト連邦軍）
- KV-2（ソビエト連邦軍）
- ティーガーII（ドイツ陸軍）
- ヤークトティーガー（ドイツ陸軍）
- ライスボールII
- HTA-S129
- Tレックス
- ストライカー
- KU1043
- ホッパー